# The Cove
Pour plus de détails, voir Fiche technique et Distribution.
The Cove (La Baie de la honte) est un film documentaire américain, Oscar du meilleur film documentaire 2010, sur la pêche controversée de plus de 23 000 dauphins dans une petite baie à Taiji dans la préfecture de Wakayama au Japon.
Le film a été réalisé par un ancien photographe du National Geographic, Louie Psihoyos, et filmé secrètement en 2007 en utilisant des microphones sous-marins et des caméras de haute résolution camouflées en rochers.
Le documentaire a remporté l’U.S. Audience Award au 25e festival du film de Sundance à Park City dans l'Utah aux États-Unis en janvier 2009 ainsi que l'Oscar du meilleur film documentaire 2010. Il est distribué en France par Luc Besson (EuropaCorp Distribution).

## Synopsis
Le film suit les pérégrinations de Ric O'Barry, ancien dresseur de dauphins devenu activiste, qui enquête sur la chasse au dauphin à Taiji (Wakayama) au Japon. 
Dans les années 1960, Ric O'Barry capture et dresse cinq dauphins sauvages qui joueront le rôle de Flipper dans la série télévisée éponyme. Cette série a un grand impact auprès du public et popularise l'image des dauphins, influençant de fait le développement des parcs aquatiques comprenant des spectacles de dauphins. C'est à cette époque qu'un des dauphins commet ce que O'Barry interprète comme un suicide, en fermant volontairement son évent alors que le dresseur le tient dans les bras. À la suite de cet évènement O'Barry change radicalement d'opinion sur l'industrie menant à la captivité des dauphins, la considérant à présent comme une malédiction. A peine quelques jours après la mort du dauphin dans ses bras, O'Barry est arrêté en mer près de l'île de Bimini alors qu'il essaie libérer un dauphin prisonnier d'un enclos. Dès lors, d'après le film, O'Barry décide de dédier sa vie à la défense des dauphins à travers la planète.    
Après une rencontre avec O'Barry, Psihoyos et son équipe voyagent jusque Taiji, au Japon, une ville apparemment engagée auprès des dauphins et baleines. Cependant, dans une petite crique isolée du centre-ville entourée de clôtures électriques et de panneaux "NE PAS ENTRER", il se passe quelque chose que les habitants essaient de garder secret. Un groupe de pêcheurs locaux pratique la chasse aux dauphins, source d'importants revenus pour la ville, qui vend certains des dauphins vivants ainsi capturés (les femelles Grand dauphin) aux aquariums et parcs aquatiques à travers le monde. Les dauphins qui ne sont pas destinés pour les parcs et aquariums sont alors massacrés pour leur viande, vendue dans les supermarchés à travers le pays. D'après certaines preuves avancées dans le film, le gouvernement local est impliqué dans les rouages de dissimulation de cette activité, et les japonais ne seraient pas vraiment au courant des pratiques autour de la viande de dauphin. La viande de dauphin contiendrait des niveaux très dangereux de mercure ; raison pour laquelle deux conseillers municipaux ont fait campagne pour supprimer la viande de dauphin des menus des cantines scolaires de la ville.    
Toute tentative d'assister ou de filmer le massacre des dauphins dans la crique est bloquée par la police municipale ou les représentants du gouvernement, qui menacent les plus curieux en utilisant l'intimidation physique ou l'humiliation. Les étrangers arrivant à Taiji (comme l'équipe du film par exemple) sont systématiquement questionnés par la police, certains étant même surveillés. Pour contrer ces pratiques, et avec l'aide de l'Oceanic Preservation Society, Psihoyos, O'Barry et l'équipe du film mettent au point différentes techniques (camouflage, caméra infra-rouge, etc.) afin de filmer ce qui se passe réellement dans la crique.    
Le film traite aussi des supposés « pots-de-vin » que le Japon aurait offert à certains pays pauvres pour acheter leurs votes au sein de la Commission baleinière internationale, comme le Cambodge, l'Équateur, l’Érythrée, la Guinée-Bissau, Kiribati, le Laos ou encore la République des Îles Marshall.    
A la fin du film, O'Barry montre à un officiel japonais les images filmées en cachette à Taiji lors du massacre de dauphins. Sans montrer aucune émotion particulière face aux images, cet officiel, après avoir précédemment nié l'existence de massacres de dauphins à Taiji, demande simplement à O'Barry comment il a pu se procurer ces images. La scène suivante dévoile O'Barry pénétrant dans une réunion de la Commission avec une télévision accrochée à sa poitrine, diffusant les images du massacre des dauphins. C'est alors qu'il marche à travers les allées pour montrer les images au plus grand nombre qu'il est escorté hors de la salle de réunion.

## Fiche technique
- Titre : The Cove
- Réalisation : Louie Psihoyos
- Scénario : Mark Monroe
- Musique : J. Ralph
- Photographie : Brook Aitken
- Montage : Geoffrey Richman
- Production : Paula DuPré Pesmen et Fisher Stevens
- Société de production : Diamond Docs, Fish Films, Oceanic Preservation Society, Participant Media et Quickfire Films
- Société de distribution : EuropaCorp Distribution (France)
- Pays :  États-Unis
- Genre : Documentaire
- Durée : 92 minutes
- Dates de sortie : 
  - États-Unis : 31 juillet 2009
  - France : 30 septembre 2009

## Distribution
- Joe Chisholm
- Mandy-Rae Cruickshank
- Charles Hambleton
- Simon Hutchins
- Kirk Krack (en)
- Isabel Lucas
- Richard O'Barry
- Hayden Panettiere
- Roger Payne
- John Potter
- Louie Psihoyos
- Dave Rastovich
- Paul Watson
- Scott Baker

## Prix
The Cove a remporté treize prix dans douze festivals :
- The Audience Award, festival du film de Sundance
- The Audience Award, festival du film Hot Docs
- Golden Space Needle, festival du film international de Seattle
- Best Feature Documentary, festival du film de Galway 2009
- Audience Award, festival du film des Silver Docs
- Audience Award, festival du film de Sydney
- Best Theatrical, festival du film Blue Ocean
- Best in Festival, festival du film Blue Ocean
- Truly Moving Picture, festival du film du Heartland
- Audience Award, festival du film de Maui
- Best Feature Film, festival du film de Nantucket 2009
- Best Storytelling, festival du film de Nantucket 2009
- Winner, festival du film de Newport Beach

Prix académique du cinéma :
- Meilleur film documentaire, cérémonie des Oscars 2010

## Production
L'équipe du film a utilisé des caméras de camouflage haute-définition et a travaillé sur leur design, pour les faire ressembler à des rochers. Ces caméras-cachées ont permis de filmer les images du massacre des dauphins, notamment de nuit. Selon Louie Psihoyos, ces caméras étaient tellement bien camouflées que l'équipe a eu du mal à les retrouver après coup.   